# Hypena nebulosa
Hypena nebulosa là một loài bướm đêm trong họ Erebidae.